# Folland Gnat
Фолленд «Нэт» (англ. Folland Gnat — англ. Gnat — «Комар») — британский лёгкий истребитель. Задуманный как доступный легкий истребитель в отличие от растущих стоимости и размеров типичных боевых самолетов, он закупался в качестве учебно-тренировочного самолета для Королевских ВВС (RAF), а также экспортных заказчиков, которые использовали Gnat как в бою, так и в учебных целях. Его конструкция позволяла выполнять задачи по ремонту и техническому обслуживанию без специального оборудования, что делало его пригодным для использования в странах, которые еще не стали высоко индустриализированными.
Совершил первый полёт 18 июля 1955 года. Учебно-тренировочный вариант «Нэта» использовался Королевскими ВВС с 1959 года, эксплуатация последних самолётов завершена в 1979 году.
«Нэт» поставлялся на экспорт в Индию (где производился по лицензии под наименованием HAL Ajeet) и Финляндию.
На самолётах этой серии летали пилотажные группы Королевских ВВС Великобритании Yellowjacks и Red Arrows.

## Разработка

### Предпосылки создания и начальная разработка

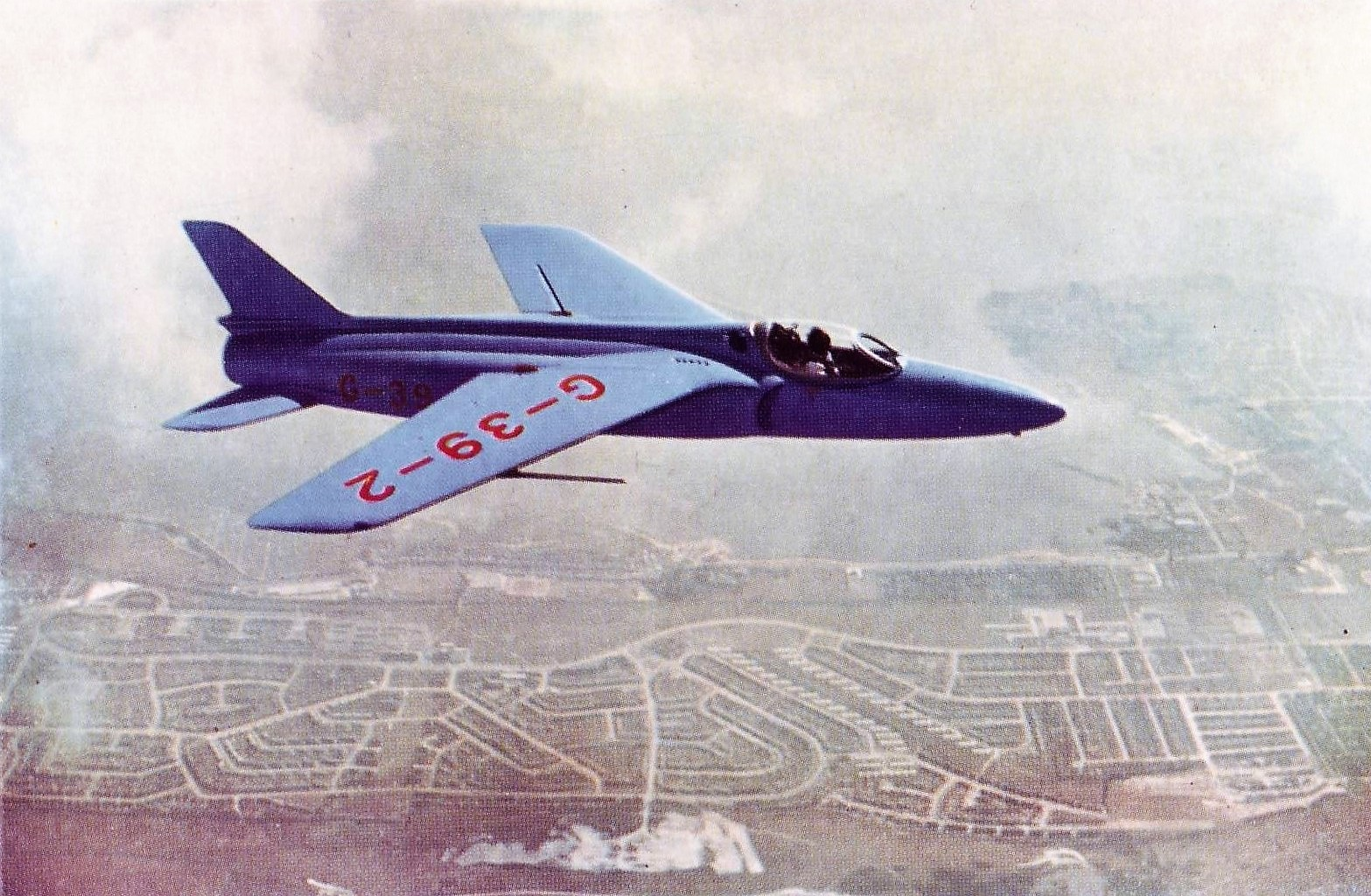
Прототип Folland Gnat в полете

В октябре 1950 года Уильям «Тедди» Петтер, британский авиаконструктор, ранее работавший в Westland Aircraft и English Electric, присоединился к Folland Aircraft в качестве управляющего директора и главного инженера. Почти сразу после прихода в фирму Петтер провел исследование стандартов производства современных истребителей и пришел к выводу, что многие боевые самолеты требуют слишком больших затрат с точки зрения человеко-часов и материалов, чтобы их можно было легко производить массово во время крупного конфликта. В то время как штаб британских ВВС делал упор на качество, а не на количество, финансовые затраты от ожидаемого масштабного производства во время войны многих самолетов ВВС Великобритании того времени, таких как истребитель Hawker Hunter и перехватчик Gloster Javelin, рассматривались как очень существенные.
Петтер изучил перспективы производства более доступного в экономическом плане, но, в то же время, полностью боеготового «легкого истребителя», включая обзор доступных современных двигателей для этого типа. Определив подходящие схемы силовой установки, а также методы, позволяющие производить несколько ключевых аспектов конструкции, таких как изготовление фюзеляжа и крыльев, более дешевыми, инженеры Фолланд незамедлительно приступили к работе над концепцией этого самолета. Истребитель изначально финансировался за счет собственных средств компании. Проект легкого истребителя вскоре получил обозначение Fo-141 вместе с названием Gnat. На разработку Gnat и особенности его конструкции большое влияние оказало издание эксплуатационных требований OR.303 Британского министерства обороны, в которых была прописана необходимость в мощном легком истребителе. Работа по разработке «Комара» продолжалась  независимо от каких-либо внешних заказов и финансирования. Ни одно британское правительственное ведомство, например как  Министерство снабжения, не предоставило финансирования для поддержки на ранней стадии разработки этого типа самолета.
Инженеры компании считали, что компактный и значительно упрощенный по системам истребитель будет обладать преимуществами низкой начальной цены и низкой стоимости эксплуатации, а также что Gnat  должен производиться быстро и дешево. Появление новых легких турбореактивных двигателей, некоторые из которых были значительно улучшены в процессе разработки, также позволило реализовать задуманную концепцию легкого фронтового истребителя. Первоначально предполагалось, что Gnat будет оснащен турбореактивным двигателем Bristol BE-22 Saturn, способным развивать тягу 1 724 кгс (16,9 кН ). Однако разработка этого двигателя была отменена. Было принято решение ставить вместо него более мощный, но на тот момент еще не доведенный турбореактивный двигатель Bristol Siddeley Orpheus.
Чтобы не тормозить развитие проекта из-за не готового двигателя, невооруженный демонстратор технологий Gnat   был оснащен менее мощным турбореактивным двигателем Armstrong Siddeley Viper 101, способным развивать 744 кгс (7,3 кН) тяги. Несмотря на использование другой силовой установки, демонстратор  использовал почти идентичный планер вместе с аналогичными бортовыми системами, так что их можно было проверить до того, как будет построен сам Gnat. Этот демонстратор получил обозначение Fo-139 Midge. 11 августа 1954 года «Мидж» совершил свой первый полет под управлением главного летчика-испытателя Folland Aircraft Эдварда Теннанта. Несмотря на маломощный двигатель, компактный реактивный самолет смог разогнаться до 1 Маха в пикировании и показал себя очень маневренным во время летных испытаний. 20 сентября 1955 года «Мидж» был разрушен в результате крушения, которое, возможно, произошло из-за человеческой ошибки пилота потенциального зарубежного покупателя.
Midge, отчасти из-за того, что он был частной инициативой Folland, имел короткую историю, однако послужил демонстратором концепции для разработки последующих самолетов. В то время он не заинтересовал ВВС Великобритании как боевой самолет, но штаб ВВС все же одобрил разработку аналогичного самолета для учебных целей. Более крупный Gnat, разрабатывавшийся параллельно с Midge, представлял собой улучшенную версию оригинальной конструкции истребителя. Он отличался более крупными воздухозаборниками, подходящими для двигателя Orpheus, немного большим крылом и возможностью установки 30-мм пушки ADEN cannon. Первый прототип Gnat был построен Folland по собственной ингициативе. Впоследствии Министерство снабжения Великобритании заказало еще шесть самолетов для оценки перспектив и возможностей. 18 июля 1955 года прототип «Комара» с серийным номером G-39-2 впервые поднялся в воздух с авиабазы Королевских ВВС Боскомб Даун, графство Уилтшир.
Хотя Королевские ВВС не стали размещать заказ на легкий истребитель, самолеты заказы разместили Финляндия и Югославия. Индия разместила крупный заказ на этот тип, который включал лицензию на производство компании Hindustan Aeronautics Limited (HAL). Разработка Gnat считается фактором, который побудил Совместную группу разработки вооружений НАТО (Mutual Weapons Development Team) выпустить требования НАТО NBMR-1 для конкурса легкого ударно-штурмового истребителя малой дальности. Однако сам Gnat уступил в конкурсе, который выиграл Aeritalia G.91. При этом в 1958 году Gnat был оценен ВВС Великобритании в качестве замены de Havilland Venom, а также других легких самолетов, таких как BAC Jet Provost.

### Учебно-тренировочный самолет

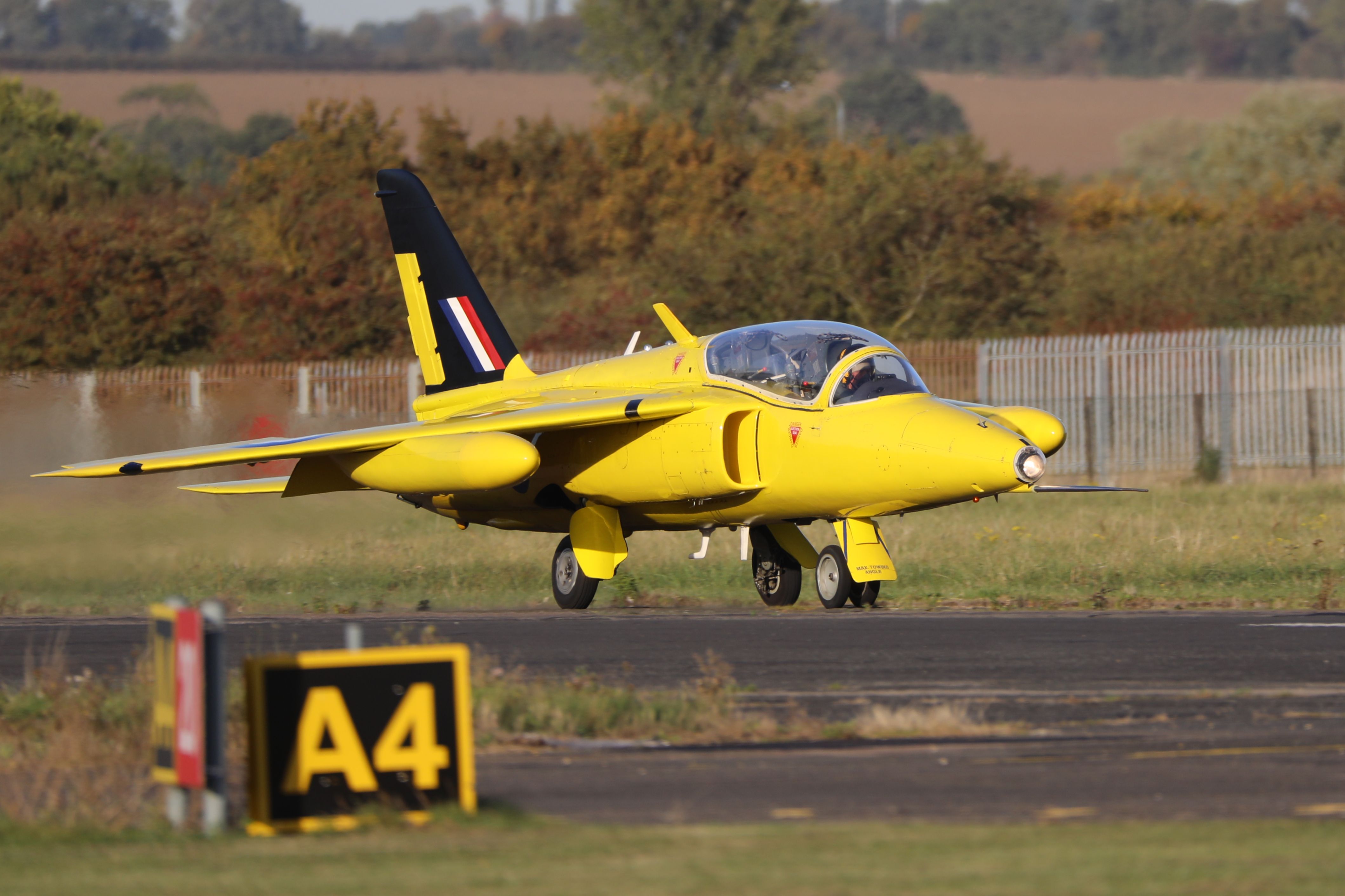
Двухместная учебно-тренировочная версия Gnat T.1

Не смотря на то, что интерес британских ВВС к возможностям использования Gnat в качестве истребителя угас, в Folland определили потенциальное использование этого типа в качестве учебно-тренировочного самолета. Соответственно, самолет был модифицирован в соответствии с требованиями спецификации T.185D Министерства обороны Великобритании, которая предусматривала создание усовершенствованного двухместного учебно-тренировочного самолета, который мог бы заменить De Havilland Vampire учебной версии Т-11 при подготовке к пилотированию боевых истребителей, такими как сверхзвуковой English Electric Lightning.
Folland Aircraft предложили двухместный вариант учебного самолета под названием Fo. 144 T.1. В учебно-тренировочную модель было внесено несколько изменений, в том числе использование нового крыла с увеличенным запасом топлива, что, в свою очередь, позволило выделить больше внутреннего пространства внутри фюзеляжа для дополнительного оборудования. Также был использован более мощный вариант двигателя Orpheus, при этом была увеличена длина носовой части фюзеляжа, а также увеличена площадь хвостового оперения. Внутренние элероны истребительного варианта были переконфигурированы. 7 января 1958 года был заключен первоначальный контракт на 14 предсерийных Gnat в версии T.1.
31 августа 1959 года прототип учебно-тренировочного  Gnat совершил свой первый полет с аэродрома Чилболтон, графство Хэмпшир. Министерство обороны сначала не разместило производственный заказ, поскольку было обеспокоено размером серийной партии и способностью компании выполнить крупный заказ. После поглощения Folland компанией Hawker Siddeley Aviation (превратившейся в подразделение Hamble), в период с февраля 1960 по март 1962 года были размещены дополнительные заказы на 30, 20 и 41 учебно-тренировочные самолеты, получившие обозначение Gnat T Mk. 1. Последний Gnat T.1 для ВВС Великобритании был поставлен в мае 1965 года.

### Дальнейшее развитие
Фирма Folland стремилась разработать более мощные версии Gnat. Наиболее существенное из этих предложений было предварительно обозначено как Gnat Mk.5. Эта модель должна была развивать сверхзвуковую скорость и выпускаться как в одноместной, так и в двухместной конфигурации, что позволяло использовать ее в роли учебно-тренировочного самолета и перехватчика. Mk.5 должен был оснащаться либо парой двигателей Rolls-Royce RB153R, либо двумя двигателями Viper 20. В роли перехватчика он должен был быть оснащен радаром Ferranti AI.23 Airpass и вооружен парой ракет класса «воздух-воздух» Де Хэвиленд «Файрстрик». Имея расчетную максимальную скорость около 2500 км/ч и время подъема на высоту  15 000 м за 3 минуты, в Folland рассчитывали, что прототип может быть запущен уже в конце 1962 года и что Gnat Mk.5 могут быть готовы к серийному производству в течение четырех-пяти лет.
В 1960 году Морис Бреннан (работавший до этого в Hawker Aircraft и Vickers-Armstrongs) присоединился к Folland в качестве главного инженера и исполнительного директора.  Под его руководством к базовой конструкции Gnat 5 было применено крыло изменяемой геометрии, в результате чего были созданы две различные конфигурации – бесхвостка и с обычным хвостовым оперением – для многоцелевого истребителя/ударного/тренировочного самолета, получившего обозначение Fo.147. В конструкции использовался уникальный механизм стреловидности крыльев запатентованный Folland .
Fo.147 должен был обладать скоростью, превышающей 2 Маха, при этом ограничение скорости устанавливалось повышением температуры конструкции в результате кинетического нагрева. Его максимальный взлетный вес составлял 8 400 кг, что значительно превышало вес Gnat Mk.5 в 5 000 кг. По словам авиационного автора Дерека Вуда, Fo.147: «стал бы первоклассным летающим испытательным стендом для отработки технологий изменяемой стреловидности крыла…». Однако ни Fo.147, ни его преемник Fo.148 не были доведены даже до стадии прототипа. ВВС Великобритании не проявили особого интереса к необходимости учебно-тренировочного самолета с изменяемой геометрией крыла, хотя намеревались закупить ударный самолет General Dynamics F-111K, обладавший сходной конструкцией.

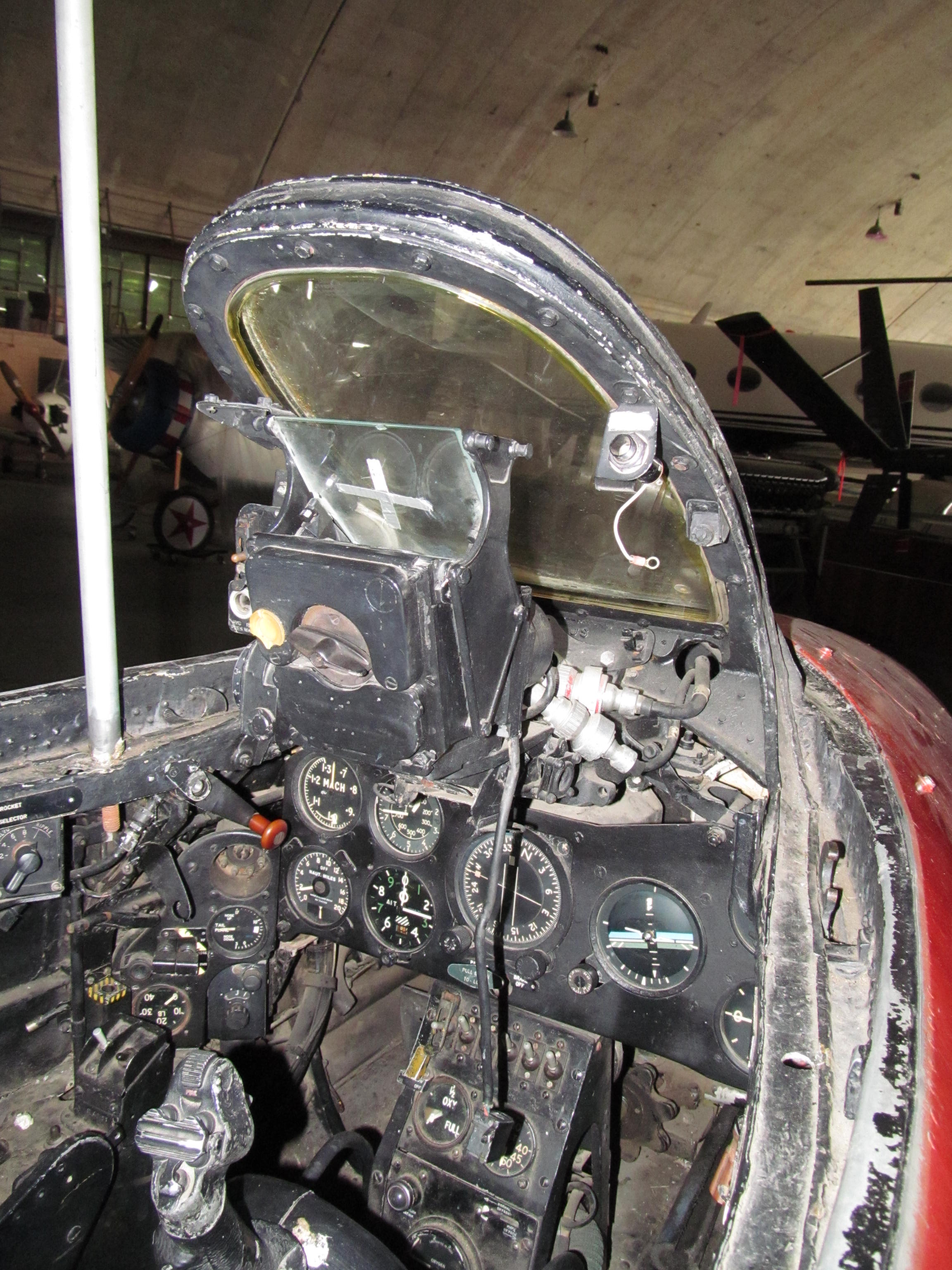
Приборная панель в кабине Folland Gnat

## Конструкция
Folland Gnat представлял собой  легкий истребитель, подходящий как в качестве учебно-тренировочного, так и в качестве боевого самолета для выполнения функций штурмовика и дневного истребителя. Кабина соответствовала всем требования характерным для истребителей 60-х годов: полная герметизация, климат-контроль и катапультируемое кресло.
По словам представителей Folland, «Комар» имел преимущества перед обычными истребителями с точки зрения стоимости, управляемости, удобства обслуживания и ремонта. Трехопорное шасси позволяет истребителю взлетать с слабо подготовленных взлетно-посадочных полос (в том числе с грунтовым или травяным покрытием) благодаря небольшому весу самолета.
В  Gnat использовалась обычная металлическая конструкция фюзеляжа с напряженной структурой обшивки и обширное применение заклепок вместо сварных швов. Чтобы снизить количество человеко-часов, трудозатрат и стоимости самолета, были сведены к минимуму интенсивные методы изготовления частей истребителя, такие как механическая обработка деталей, ковка и литье. Планер можно было собрать с использованием простых приспособлений и без каких-либо специальных навыков или инструментов. Крыло, например, можно было бы произвести за четверть стоимости и менее чем за одну пятую трудозатрат, необходимых для изготовления крыльев других современных истребителей. Аналогичным образом, используемая компоновка и методы постройки позволяют быстро разбирать планер на составные части без использования специальных кранов или лестниц. Gnat был значительно проще в обслуживании, чем большинство других самолетов аналогичного класса.

## Боевое применение
Единственными случаями боевого применения Folland Gnat являются индо-пакистанские войны 1965 и 1971 годов.

### Индо-пакистанская война 1965 года
Главным соперником индийских «Нэтов» стали пакистанские «Сэйбры». За всё время войны по индийским данным они сумели сбить семь F-86E. Пакистанцы признали потерю трёх «Сэйбров». В свою очередь, пакистанские пилоты сбили два «Нэта». 16 декабря, после прекращения войны, индийский Gnat сбил пакистанский самолёт Cessna O-1.

### Индо-пакистанская война 1971 года
22 ноября, незадолго до начала войны произошла воздушная битва за Бойрэ. В воздухе сошлись четыре индийских «Нэта» и четыре пакистанских «Сэйбра». Индийцы сумели сбить два F-86E и тяжело повредить третьего. Пакистанцы заявляли что сумели сбить один Gnat, но как-либо доказать эту победу не смогли. 14 декабря индийский пилот Нирмал Синх вступил в бой с шестью «Сэйбрами», в завязавшемся бою он сумел повредить два F-86 до того как сам был сбит. Он был посмертно награждён высшей воинской наградой Индии Парам Вир Чакра.

## СМИ

Применялся в съёмках первой серии «Горячие головы!» (англ. Hot Shots!)

## Тактико-технические характеристики

### Технические характеристики
- Экипаж: 1 человек
- Длина: 8,74 м
- Размах крыла: 6,73 м
- Высота: 2,46 м
- Площадь крыла: 12,69 м²
- Масса пустого: 2175 кг
- Масса максимальная взлётная: 4100 кг
- Двигатель: Бристоль-Сиддли «Орфей» 701-01 (1×20,9 кН)

### Лётные характеристики
- Максимальная скорость на высоте 6100 м: 1120 км/ч
- Дальность полёта: 805 км
- Практический потолок: 14 630 м
- Скороподъёмность: 101,6 м/с (6096 м/мин)

### Вооружение
- Пушки: 2×30 мм (ADEN)
- НАР 18×76 мм или
- бомбы 2×227 кг